# Орильйон

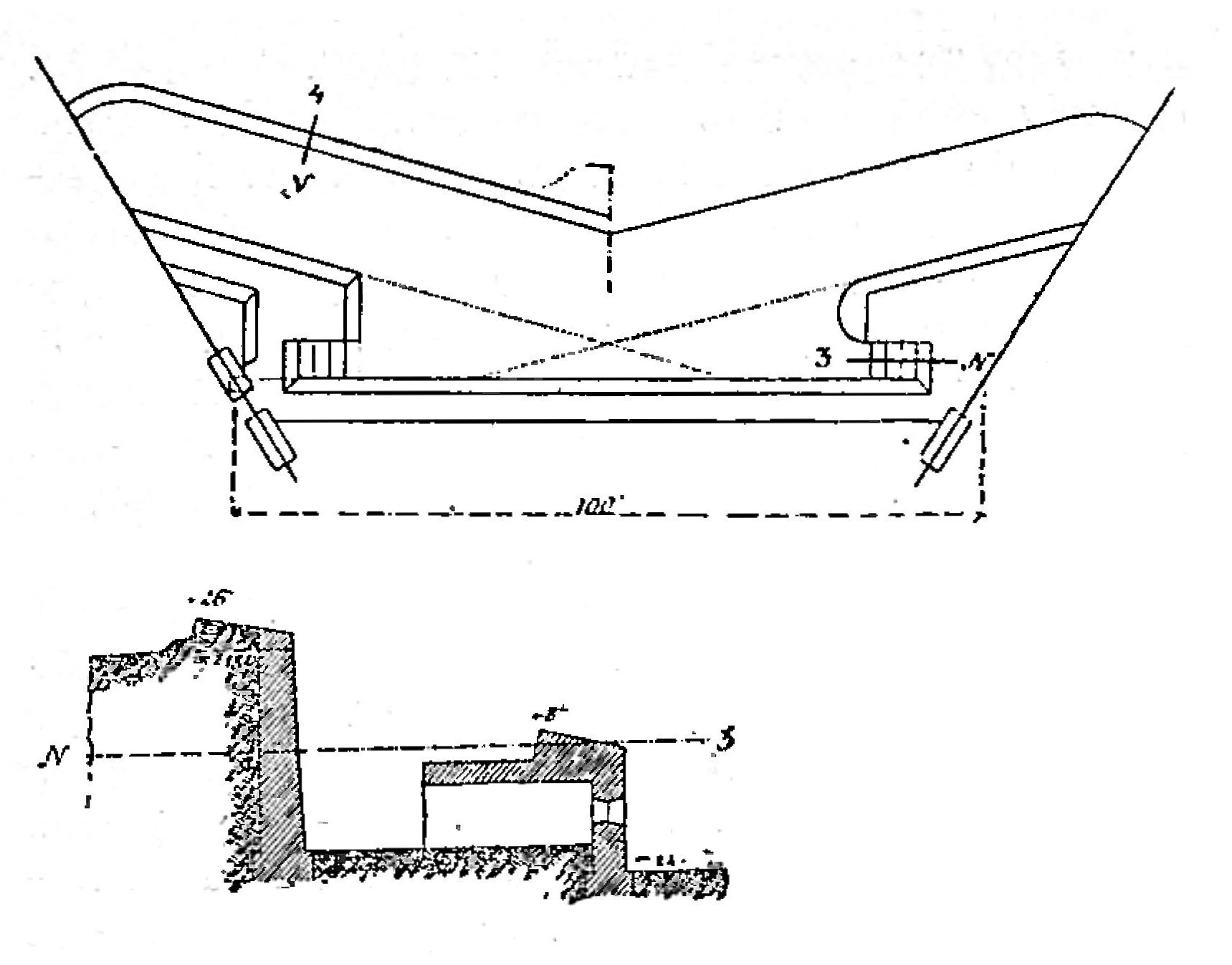
Конструкція орильйону
(малюнок із статті «Орильон»
«Військова енциклопедія Ситіна»).

Орильйо́н (від фр. orillon; букв. «вушко») — елемент фортифікаційної споруди, частина фланку укріплення (бастіону). В італійському стилі фортифікації має закруглену форму.

## XVI–XIX століття

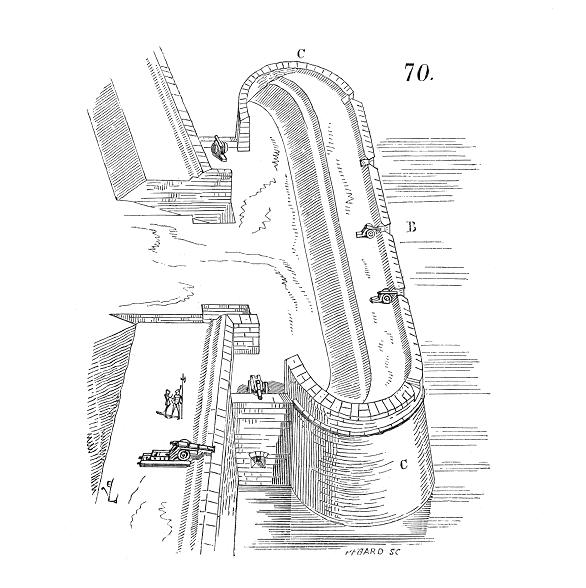
Орильйони на фланках бастіону позначені літерою «С».

Перші орильйони з'явилися у фортецях у XVI столітті і відразу показали свою ефективність. Це сприяло їх швидкому поширенню.
З розвитком артилерії повстала необхідність захисту від ворожого вогню гармат, що стояли на фланках бастіонів. Фланки завжди перпендикулярні до валу або стіни фортеці (інша назва — куртина), що з'єднує два бастіони. Тому одну третину фланка будували відступом назад, до центру бастіону. Решта фланка або мала пряму форму, або закруглялася, тим самим формувався орильйон. Орильйон надавав можливість захистникам фортеці вести вогонь вздовж фланка бастіону.
Відступні фланки з орильйонами, що мали меншу висоту ніж стіни бастіону, дуже часто застосовувалися від час будівництва фортець аж до середини ХІХ століття.

## XX століття

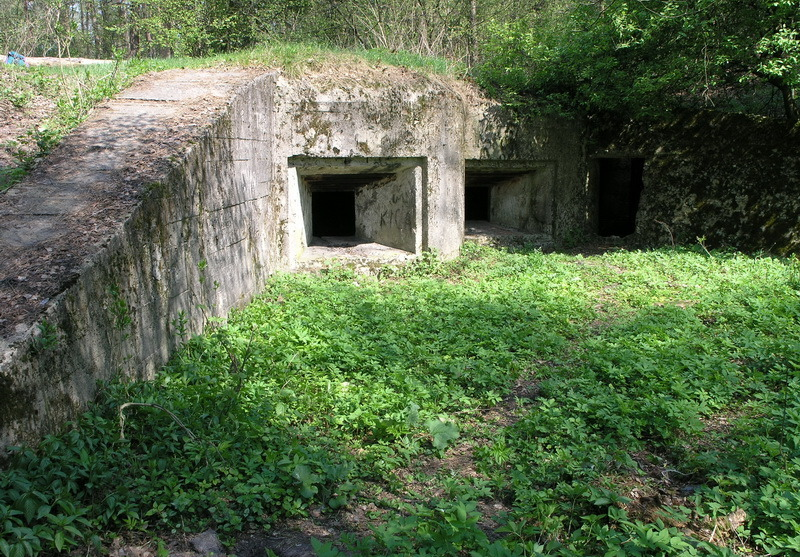
ДОТ № 554 Київського укріпрайону. Добре видно орильйон, що тягнеться ліворуч від амбразур.

У ХХ столітті фортеці еволюціювали в оборонні лінії та укріпрайони, що складалися з окремих відносно невеликих оборонних споруд (ДОТ, капонір тощо). Тому функції орильйону обмежувалися лише тією окремою спорудою, до якої приєднано орильйон. Тепер його будували з бетону частіше всього у спорудах флангового вогню (капонірах) для прикриття амбразур з фронту. Орильйон мав ухил від бойового каземату до свого закінчення. Ця конфігурація спрощувала маскування, спостереження з боку супротивника ускладнювалося, бо орильйон тримав земляну обсипку споруди, і уся оборонна точка виглядала як пагорб. Під час близьких вибухів орильйон не давав землі засипати амбразури землею. До того ж орильйон йшов паралельно одній з крайніх ліній сектора обстрілу амбразур, а тому він захищав саму амбразуру від ворожого вогню з «мертвої зони», куди вогонь з самої амбразури не досягав.